# Cao Yu

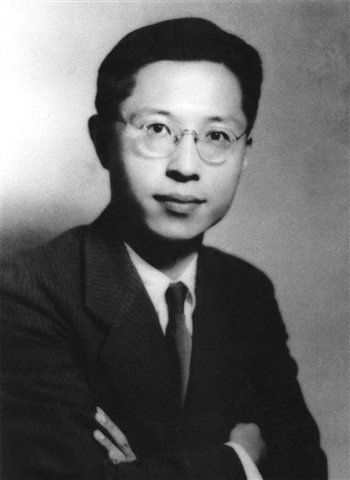
Cao Yu

Cao Yu (chinesisch 曹禺, Pinyin Cáo Yǔ, W.-G. Ts'ao Yü; Geburtsname 萬家寶,  Wàn Jiābăo,  Wan Chia-băo; * 24. September 1910; † 13. Dezember 1996 in Qianjiang, Provinz Hubei) war ein chinesischer Schriftsteller.

## Biografie
Als Halbwaise eines reichen Staatsbeamten aufgewachsen, zog er nach Tianjin um, um seine Bildung an der Nankai-Schule fortzusetzen, und kam über die Schauspielgruppe der Schule erstmals mit westlicher Literatur in Kontakt.
Seine Studien setzte er mit der Einschreibung für das Fach Politökonomie an der Nankai-Universität fort, um kurze Zeit später an die Tsinghua-Universität in Peking in den Fachbereich westlicher Sprachen und Literatur zu wechseln.
Mit seinem Abschluss in der Tasche im Jahre 1933, wurde er Lehrer an einer Mittelschule in Baoding. In dieser Periode zeichnete sich gleichzeitig der Beginn seiner literarischen Karriere ab, mit der Veröffentlichung seines ersten Dramas Gewitter, das sogleich von Erfolg gekrönt wurde.
1936 brachten ihm seine Arbeiten im literarischen Bereich eine Auszeichnung einer der führenden Zeitungen (Dagong) ein.
Kurz vor dem Angriff durch die Japaner war er an der Gründung der Chinesischen Drama-Gesellschaft beteiligt. Als die Regierung sich infolgedessen gezwungen sah, ihren Sitz in die Provinz Sichuan zu verlegen, folgte ihr Cao Yu und wurde vor Ort mit einer Professur an der Nationalen Drama-Schule betraut.
Sofort nach Ende des Krieges wurde er zu einer einjährigen Vortragsreise in die Vereinigten Staaten geladen, wo er in Bertolt Brecht auf einen Gleichgesinnten traf.
Trotz seiner Beteiligung an der I. Politischen Konsultativkonferenz im Vorfeld der Gründung der Volksrepublik China, auf Einladung der Kommunisten, verzichtete Cao Yu letztendlich auf eine Beteiligung an der Regierungsarbeit, wurde aber kurz darauf Leiter des Drama-Institutes, das dem Kulturministerium angegliedert war, und hatte diese Position bis 1956 inne. Ebenso übernahm er 1953 leitende Stellungen am Pekinger Volkstheater und 1956 am Pekinger Institut für Kunst und Drama. Erst zu diesem Zeitpunkt trat er der Kommunistischen Partei bei und wurde Sekretär des Schriftstellerverbandes.
Mit dem Beginn der Kulturrevolution 1966 sah Cao Yu seine Verurteilung als Konterrevolutionär, wurde aber 1975 rehabilitiert, 1978 in den Nationalen Volkskongress aufgenommen, 1979 abermals Leiter des Pekinger Volkstheaters und Vorsitzender der Dramatiker-Vereinigung, drei Jahre später stellvertretender Vorsitzender des Chinesischen PEN-Zentrums.

## Bibliographie

### Dramen
- Gewitter (雷雨 Léiyǔ), 1934
- Sonnenaufgang (日出 Rìchū), 1936
- Wildnis (原野 Yuányě), 1936
- Eben mal denken, 1940
- Die Metamorphose, 1940
- Der Peking-Mensch (北京人 Běijīngrén), 1940
- Die Familie, 1942 – Dramatisierung des Romans von Ba Jin
- Heller Tag, 1948 – Filmdrehbuch
- Himmel ohne Wolken (明朗的天 Mínglǎng de tiān), 1956
- Galle und Schwert (膽劍篇 Dǎnjiànpiān), 1961
- Wang Zhaojun (王昭君 Wáng Zhāojūn), 1978

### Übersetzungen
- Shakespeare: Romeo und Julia, 1945